# Aleja Sybiraków w Olsztynie
Aleja Sybiraków w Olsztynie rozciąga się od placu Powstańców Warszawy (skrzyżowanie ulic Jagiellońskiej i Limanowskiego) do skrzyżowania z Aleją Wojska Polskiego.

## Historia alei
Pierwotnie stanowiła wraz z obecną ulicą Limanowskiego jeden ciąg noszący nazwę Hohenzollern-Damm (Wał Hohenzollernów) – na cześć dynastii panującej w Prusach i potem w Niemczech. W czasie rządów nazistów na krótko zmieniono nazwę ulicy na Hermann-Göring-Straße (ulica Hermanna Goeringa).
Po 1945 roku całości ciągu nadano imię Bolesława Limanowskiego. W roku 1950 zmieniono jej nazwę na ulicę Róży Luksemburg, lecz w 1956 roku powrócono do poprzedniej nazwy. Na początku lat 60. XX wieku odcinkowi ulicy Limanowskiego nadano imię radzieckiego kosmonauty Jurija Gagarina.
Od 1 grudnia 1993 roku aleja nosi nazwę Sybiraków, upamiętniając w ten sposób Polaków zsyłanych przez carską Rosję i Związek Radziecki na zesłanie i katorgę na Syberię (ros. Sybir).

## Obiekty
Przy alei Sybiraków znajdują się m.in.:
- III Liceum Ogólnokształcące im. Mikołaja Kopernika
- Gimnazjum nr 12
- Stadion Warmii Olsztyn

## Komunikacja
Aleją Sybiraków przebiegają trasy trzech linii autobusowych (w tym jednej nocnej). Są to linie numer 107, 309 oraz N02.